# Маноліс Расуліс

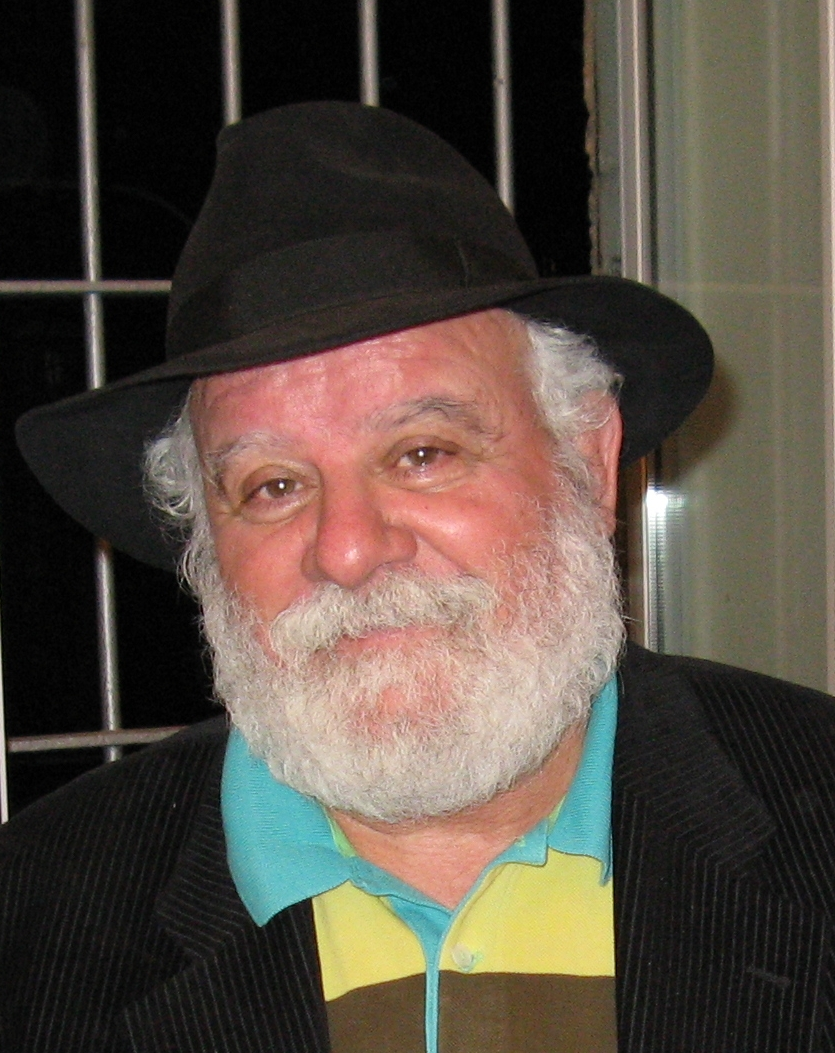
Маноліс Расуліс

Маноліс Расуліс (грец. Μανώλης Ρασούλης, 28 вересня 1945, Іракліон — 9 березня 2011, Салоніки) — грецький журналіст, композитор, поет-пісенник, працював у жанрі інтехні лаїко (1970—2000).

## Біографічні відомості
Маноліс Расуліс народився 1945 року в Іракліоні. В дитинстві співав у церковному хорі покровителя міста Святого Мінаса. Пізніше переїхав в Афіни, аби вивчати кінематограф. Він почав свою художню кар'єру як співак в афінському історичному районі Плака, одночасно писав статті для лівацьких газет, на кшталт, «Δημοκρατική Αλλαγή» (укр. Демократичні зміни).
Після приходу до влади військової хунти чорних полковників вирушив до Лондона, де провів наступні шість років. За цей час приєднався до троцькістського руху, познайомився із Ванессою Редгрейв, з якою пізніше двічі співпрацював при підготовці політичних виступів. У травні 1968 року він взяв участь у студентському повстанні в Парижі.
До Греції Маноліс Расуліс повернувся незабаром після Повстання в Афінському Політехнічному університеті, яке проклало початок краху хунти. Він відновив свою співочу кар'єру, співпрацював із композитором Маносом Лоізосом. Однак пізніша співпраця із Нікосом Ксідакісом, Діонісісом Саввопулосом та Нікосом Папазоглу принесла йому справжню загальнонаціональну славу та визнання. Крім того, Маноліс Расуліс співпрацював зі Ставросом Куіумтзісом, Сократісом Маламасом і Христос Ніклопулосом, які поклали його вірші на музику.
13 березня 2011 року Маноліса Расуліса знайшли мертвим друзі у його будинку в Салоніках, однак судові медики встановили, що він помер 9 березня.